# Johann Dobbe
Johann Dobbe (* im 15. Jahrhundert; † 13. April 1530) war Domherr in Münster.

## Leben
Johann Dobbe entstammte dem Geschlecht der Herren von Dobbe, die nach 1445 in den Besitz des Hauses Lyren kamen und bis zu ihrem Aussterben im Jahre 1793 dessen Besitzer blieben. Er war der Sohn des Wilhelm Dobbe zu Lier († 1513) und dessen Gemahlin Bele von Galen zu Ulenbrock. Als Domherr zu Münster findet er am 18. Dezember 1518 Erwähnung. Die Quellenlage gibt über seinen weiteren Lebensweg keinen Aufschluss.